# Sällskapet för Rysslands- och Östeuropaforskning
Sällskapet för Rysslands- och Östeuropaforskning (finska: Venäjän- ja Itä-Euroopan tutkimuksen seura) är en finländskt vetenskapligt sällskap.
Sällskapet för Rysslands- och Östeuropaforskning, som har sitt säte i Helsingfors, grundades 1989 och utger sedan 1994 tidskriften Idäntutkimus (fyra nummer/år). Sällskapet är anslutet till Vetenskapliga samfundens delegation.